# Штиликке, Сандро
Сандро Штиликке (нем. Sandro Stielicke, род. 30 ноября 1986, Росток, Мекленбург-Передняя Померания) — немецкий скелетонист, выступающий за сборную Германии с 2006 года. Участник зимних Олимпийских игр в Ванкувере, чемпион мира среди юниоров, многократный призёр национальных первенств.

## Биография
Сандро Штиликке родился 30 ноября 1986 года в городе Росток, федеральная земля Мекленбург-Передняя Померания. Активно заниматься скелетоном начал в возрасте девятнадцати лет, в 2006 году прошёл отбор в национальную сборную и стал принимать участие в различных международных соревнованиях, в частности, дебютировал на этапах Межконтинентального кубка. В следующем сезоне три раза попадал в число призёров этого турнира, кроме того, одержал победу на молодёжном чемпионате мира, что помогло ему закрепиться в основном составе команды.
В сезоне 2008/09 впервые поучаствовал в заездах взрослого Кубка мира, причём на американских этапах в Лейк-Плэсиде и Парк-Сити был среди призёров, также дебютировал на взрослом чемпионате мира, показав шестой результат. Благодаря череде удачных выступлений Штиликке удостоился права защищать честь страны на зимних Олимпийских играх 2010 года Ванкувере, успешно прошёл квалификацию, однако в итоге пришёл к финишу только десятым. Через год выиграл на кубковых этапах серебряную и бронзовую медали, заняв в общем зачёте второе место после Мартинса Дукурса, тогда как на мировом первенстве в Кёнигсзее немного не дотянул до призовых мест, приехав четвёртым.
Ныне Сандро Штиликке живёт в Винтерберге, где тренируется под руководством тренера Франка Шварца.